# Diplôme d’études universitaires générales
Das Diplôme d’études universitaires générales (DEUG) ist ein Hochschulzeugnis, das nach Abschluss einer zweijährigen Universitätsausbildung in Frankreich verliehen wird. 
Es wird laut Staatsvertrag zur gegenseitigen Anerkennung von Studienabschlüssen zwischen der Bundesrepublik Deutschland und Frankreich anerkannt. Für Österreich gelten ähnliche Regeln. Das DEUG entspricht dem Zwischenzeugnis, das an deutschen Universitäten vergeben und umgangssprachlich Vordiplom genannt wird.

## Geschichte
Das DEUG ersetzte seit seiner Einführung 1973 (Erlass vom 1. März 1973) verschiedene ältere Diplome des französischen Hochschulsystems:
- Recht (Diplôme d’études juridiques générales)
- Wirtschaft (Diplôme d’études économiques générales)
- Literatur (Diplôme universitaire d’études littéraires)
- Naturwissenschaften (Diplôme universitaire d’études scientifiques).

Bis zur Réforme LMD Ende der 1990er Jahre (Reform entsprechend dem Bolognaprozess, der Bachelor/Licence, Master und Doktorat als aufeinander aufbauende „europäische Abschlüsse“ festlegte) war es der niedrigste Abschluss eines Hochschulstudiums in Frankreich; Voraussetzung für seine Verleihung war ein erfolgreiches zweijähriges Studium.
Zwischen 1993 und 1997 wurde es für die folgenden 10 Studiengänge mit Ausführungserlassen und Erlassen über Studieninhalte ergänzt:
1. Industrielle Technologie (DEUG Technologie industrielle)
2. Wissenschaften (DEUG Sciences)
3. Künste (DEUG Arts)
4. Theologie (DEUG Théologie)
5. Human- und Sozialwissenschaften (DEUG Sciences humaines et sociales)
6. Literatur und Sprachen (DEUG Lettres et langues)
7. Recht (DEUG Droit)
8. Verwaltungswissenschaften (DEUG administration économique et sociale)
9. Wirtschaft und Unternehmensführung (DEUG Economie et gestion)
10. Wissenschaft und Technik in Sport und Bewegung (DEUG sciences et techniques des activités physiques et sportives).

## Nach derRéforme LMD (Licence-Master-Doctorat)
Das DEUG wird seit der Bolognareform von 1997 nach zwei Studienjahren im Rahmen des Licence-Studiums vergeben.
Das dafür zu leistende Studium ist in vier Semester unterteilt, das erste dient der Orientierung. Der Unterricht ist in Unterrichtseinheiten gruppiert. Das erste Jahr enthält ein Tutorium. Die Universitäten führen jährlich zu zwei Terminen Prüfungen durch. Die Zulassung zum zweiten Jahr wird genehmigt, wenn der Student 70 % des ersten Jahres erfolgreich absolviert hat. Es genügen 80 % des gesamten DEUG-Studiums, um zur Licence (3. Studienjahr) zugelassen zu werden; in diesem Fall erhält der Studierende jedoch kein DEUG-Diplom.
1997 wurde die Zahl der Fächer auf neun beschränkt. Die beiden ersten der oben genannten wurden zu einem Fach zusammengefasst: DEUG Sciences et technologies.
Inzwischen ist das Curriculum der Fächer nicht mehr landesweit einheitlich geregelt, doch die meisten Hochschulen halten sich an die Vorgaben der Erlasse.

## Abkommen mit Österreich
Im Abkommen über die Gleichwertigkeit der Reifezeugnisse vom 1. März 2000 zwischen Österreich und Frankreich heißt es:

„Inhaber eines diplôme d’études universitaires générales (DEUG) oder eines Diploms, das nach den innerstaatlichen Vorschriften Frankreichs zur vollberechtigten Zulassung zu jedem Studium hinsichtlich des Erwerbs einer licence berechtigt, die Zulassung zum dritten Studienjahr eines Bakkalaureats- bzw. Diplomstudiums in Österreich beantragen;…“